# Auslandsösterreicher

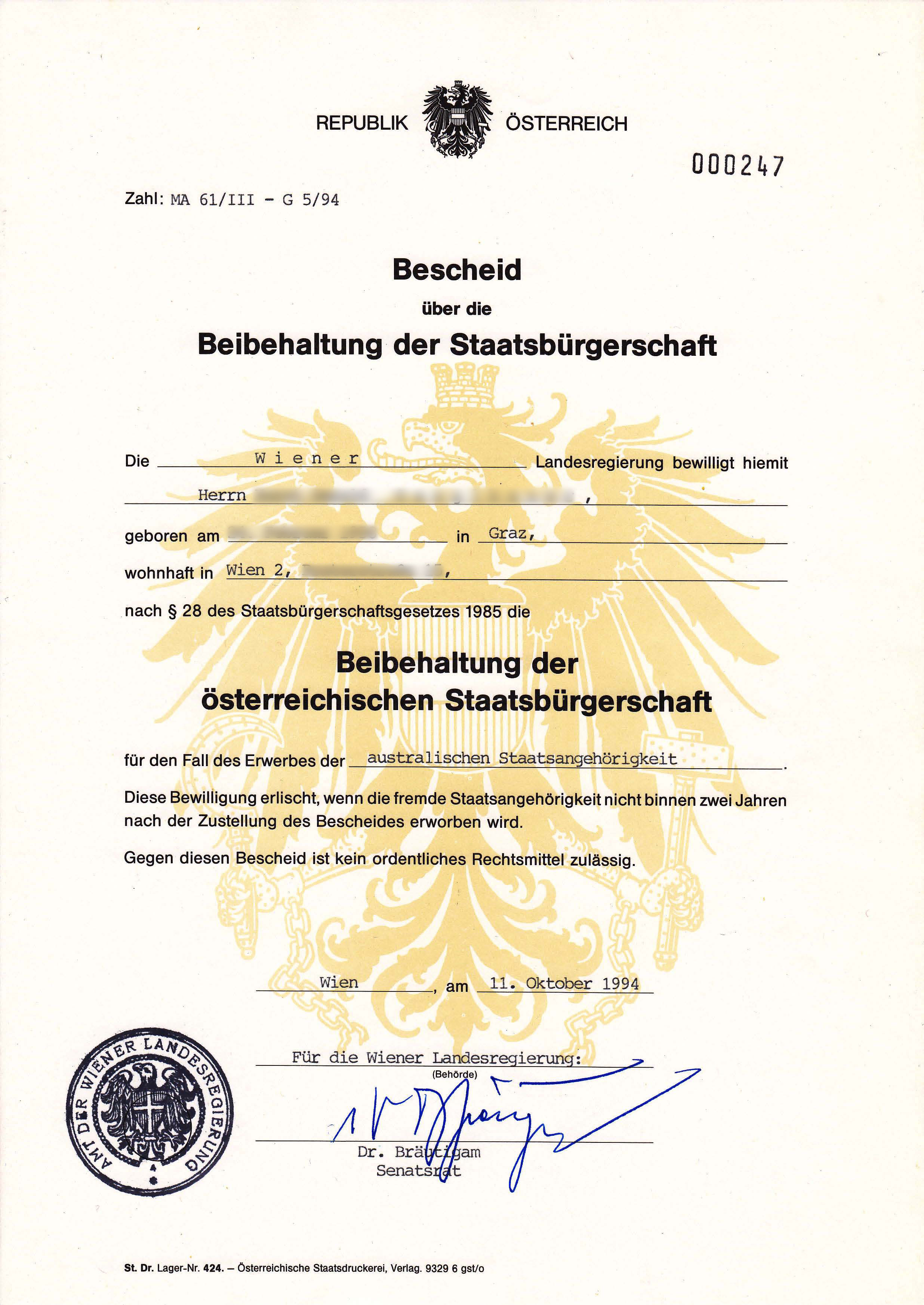
Die Urkunde zur Beibehaltung der Staatsbürgerschaft

Der Ausdruck Auslandsösterreicher (englisch Austrians Abroad) bezeichnet die im Ausland lebenden Österreicher.
Es gibt rund 578.300 österreichische Staatsbürger, sowohl Expatriates als auch Emigranten, die ihren ständigen Wohnsitz außerhalb Österreichs haben. Über die Kontinente verteilt leben 448.100 davon in Europa (77,5 %, davon wiederum 257.000 in Deutschland (186.910 laut nationalem Statistikamt), 67.000 in der Schweiz (44.252 laut nationalem Statistikamt) und 35.000 in Großbritannien), 11.000 in Afrika (1,9 %, 6.000 davon in Südafrika), 27.100 in Asien (4,7 %, 12.000 davon in Israel), 70.500 in Amerika (12,2 %, mit 33.000 in den USA) und 21.600 in Australien und Ozeanien (3,7 %, 20.000 davon in Australien). Hinzu kommen rund 100.000 ehemalige Österreicher (Herzensösterreicher), die nach ihrer Emigration eine andere Staatsbürgerschaft angenommen und die österreichische Staatsbürgerschaft abgegeben haben.
Mit entsprechender Begründung wird Auslandsösterreichern auch eine Doppelstaatsbürgerschaft ermöglicht, sofern vor Annahme einer weiteren Staatsbürgerschaft von der jeweiligen Landesregierung im Namen der Republik Österreich eine Beibehaltung beschieden worden ist. Die Auslandsösterreicher werden von Medien, Organisationen und Politikern auch als das zehnte Bundesland bezeichnet.

## Interessenvertretung
Die Interessenvertretung der Auslandsösterreicher, sowie Dachverband von weltweit rund 170 Österreicher-Vereinigungen ist der Auslandsösterreicher-Weltbund (AÖWB) mit Sitz in Wien. Einmal im Jahr, immer in einem anderen Bundesland, findet ein Auslandsösterreichertreffen in Österreich statt, das mit der Weltbund-Tagung bzw. der AÖWB-Generalversammlung gekoppelt ist. Seit 1994 wird dabei die Auszeichnung zum Auslandsösterreicher des Jahres vergeben.
Der AÖWB ist zudem Herausgeber des vierteljährlichen Auslandsösterreicher-Journals ROTWEISSROT, sowie Betreiber der 2004 von Gerald Ganglbauer gegründeten Auslandsösterreicher-Plattform austriansabroad.org, später umbenannt in austrians.org, die nach sieben Jahren in Kooperation mit Yahoo! im Jahr 2011 auf eigene Web-2.0-Technik umgestellt wurde.

## Wahlrecht
Auslandsösterreicher haben das Wahlrecht in Wahlen zum Bundespräsidenten, zum Nationalrat und bei Volksabstimmungen, sofern sie sich freiwillig in die Wählerevidenz der Gemeinde ihres letzten ordentlichen Wohnsitzes in Österreich eintragen lassen. Gleichzeitig kann auch eine Eintragung für Wahlen in das Europaparlament beantragt werden. Wahlkarten für die Briefwahl können entweder auf zehn Jahre abonniert, oder einzeln angefordert werden. Für Landtagswahlen in den Bundesländern gelten die jeweils unterschiedlichem Landesgesetze.
Der Weltraumwissenschaftler Klaus Peter Heiss, der 20 Jahre lang und schließlich erfolgreich für das Wahlrecht von Auslandsösterreichern kämpfte und in dieser Zeit drei Mal den Verfassungsgerichtshof anrief, erhielt die Goldene Ehrenmedaille der Auslandsösterreicher.

## Bekannte Auslandsösterreicher
Österreicher, die ihre Karriere vorwiegend im Ausland machten:
- Paul Achleitner (* 1956), Manager (Deutschland)
- Karlheinz Böhm (1928–2014), Schauspieler (Deutschland)
- Peter Brabeck-Letmathe (* 1944), Manager (Schweiz)
- Manfred Buchroithner (* 1950), Kartograf (Deutschland)
- Carl Djerassi (1923–2015), Chemiker (USA)
- Dietmar Feichtinger (* 1961), Architekt (Frankreich)
- Christian Häckl (* 1964), Meteorologe (Deutschland)
- Gerald Ganglbauer (* 1958), Verleger (Australien)
- Eugen Kedl (1933–2008), Fotograf (Kanada)
- Harald Kloser (* 1956), Komponist, Filmproduzent und Drehbuchautor (USA)
- Rudi Krausmann (1933–2019), Schriftsteller (Australien)
- Johann Lafer (* 1957), Küchenchef und Unternehmer (Deutschland)
- Peter Löscher (* 1957), Manager (Deutschland)
- Wolfgang Mayrhuber (1947–2018), Manager (Deutschland)
- Elyas M’Barek (* 1982), Schauspieler (Deutschland)
- Bernhard Paul (* 1947), Zirkusdirektor (Deutschland)
- Ferdinand Piëch (1937–2019), Manager (Deutschland)
- Wolfgang Pillewizer (1911–1999), Kartograf (Deutschland)
- Wolfgang Puck (* 1949), Küchenchef und Unternehmer (USA)
- Antonia Rados (* 1953), Journalistin (Frankreich)
- Stefan Sagmeister (* 1962), Grafikdesigner (USA)
- Gottfried Schatz (1936–2015), Biochemiker (Schweiz)
- Maximilian Schell (1930–2014), Schauspieler (Schweiz)
- Severin Schwan (* 1967), Pharmamanager (Schweiz)
- Arnold Schwarzenegger (* 1947), Filmschauspieler und Politiker (USA)
- Helmut Sohmen (* 1939), Reedereibesitzer (China)
- Frank Stronach (* 1932), Unternehmer (Kanada)
- Helmut Thoma (1939–2025), Medienmanager (Deutschland)
- Friedrich von Thun (* 1942), Schauspieler (Deutschland)
- Maria Augusta von Trapp (1905–1987), Sängerin (USA)
- Alois Wagner (1924–2002), Erzbischof (Italien)
- Christoph Waltz (* 1956), Filmschauspieler (USA)
- Franz Welser-Möst (* 1960), Dirigent (USA)
- Sarah Wiener (* 1962), Küchenchefin und Unternehmerin (Deutschland)
- Gerhard Zeiler (* 1955), Manager (Deutschland)